# Harkort & Co.
Harkort & Co. est une ancienne société minière allemande, localisée à Wetter (Rhénanie-du-Nord-Westphalie).

## Source de la traduction
- (de) Cet article est partiellement ou en totalité issu de l’article de Wikipédia en allemand intitulé « Mechanische Werkstätten Harkort & Co. » (voir la liste des auteurs).